# 布鲁斯·菲尔德
布鲁斯·菲尔德（英語：Bruce Field，1947年1月22日—），澳大利亚男子田径运动员。他曾代表澳大利亚参加1974年英联邦运动会田径比赛，获得一枚银牌。他也曾参加1972年夏季奥林匹克运动会。